# Pražský viadukt

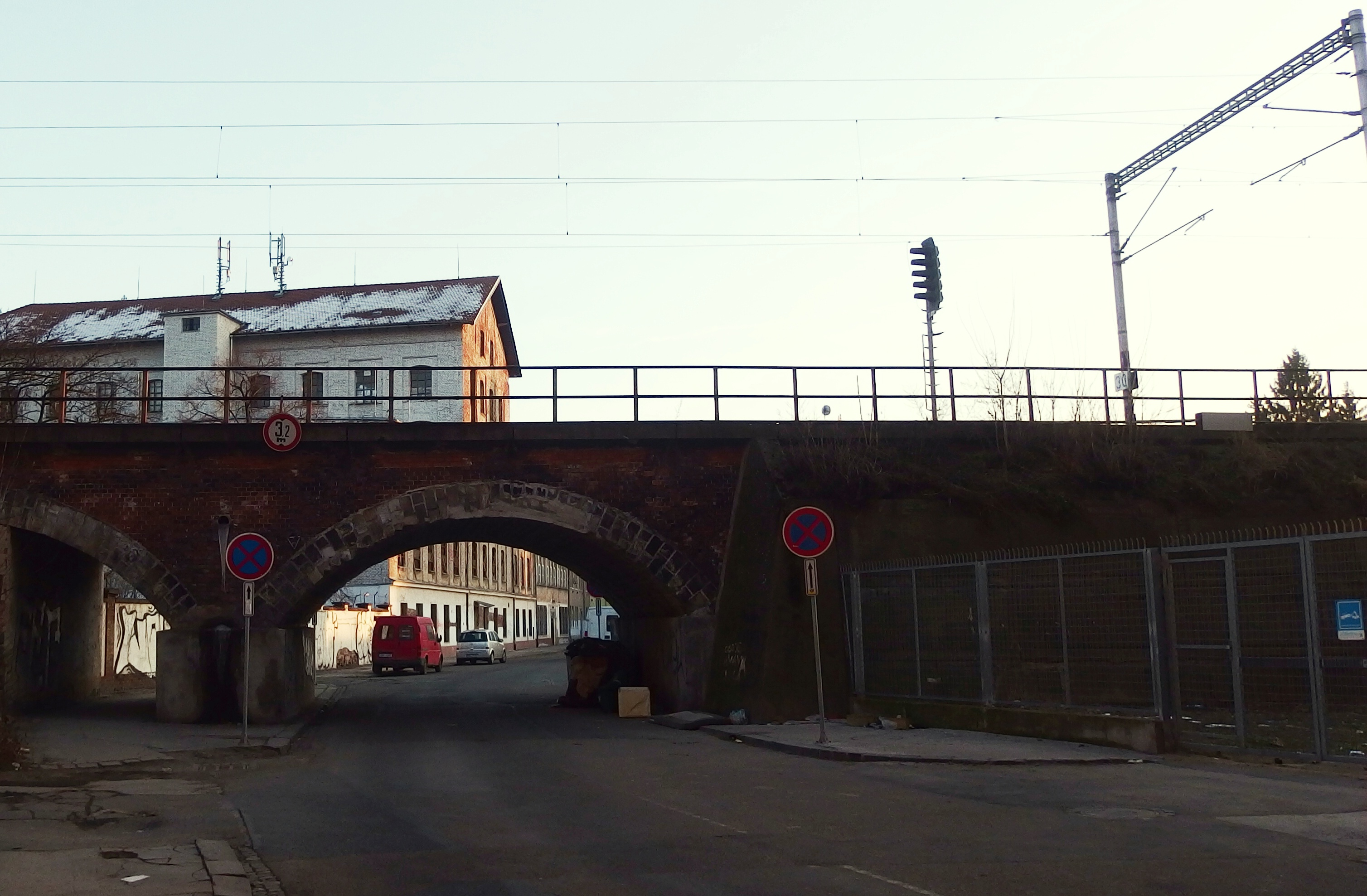
Pražský viadukt před rekonstrukcí

Pražský viadukt je železniční most v Brně, na severním okraji čtvrti Trnitá. Viadukt, po kterém vede železniční trať Brno – Česká Třebová (tento společný úsek je provozně využíván i tratí Brno – Havlíčkův Brod), překonává místní komunikaci, ulici Vlhkou, Svitavský náhon a průmyslové území mezi nimi. Současný most, nacházející se mezi stanicí Brno hlavní nádraží a odbočkou Brno-Židenice na provozně nejvytíženějším železničním úseku v Brně, tvoří pouze polovinu mostní konstrukce, jejíž zbylá část se stala součástí náspu směrem k ulici Koliště. Viadukt byl postaven v 50. letech 19. století.

## Historie
V roce 1843 začala stavba železniční tratě Brno – Česká Třebová, kterou v úseku z Brna do Blanska realizovala stavební firma Felice Tallachiniho. Práce byly nejprve započaty v nejnáročnějším úseku podél Svitavy, kolem níž byla postavena soustava deseti Blanenských tunelů; k zahájení stavby od Brna došlo později. Provoz na této části Severní státní dráhy byl zahájen 1. ledna 1849. Spodní stavba i tunely byly stavebně dvoukolejné, položena však byla jen jedna kolej. Dřevěné mosty byly realizovány jako jednokolejné. V letech 1856–1858 byl úsek z Brna do Letovic zdvoukolejněn a tehdy byly postaveny i nové dvoukolejné mosty. Za severním zhlaví brněnského nádraží s viaduktem Křenová se dráha stáčí severovýchodním směrem. Trať zde překonala dřevěným, od roku 1863 ocelovým mostem Koženou ulici (dnes Koliště), tvořící brněnské předměstí, na nějž navázal kamenný Pražský viadukt, který byl zprovozněn v roce 1857. Tento most překonával prázdné území jižně od Kožené ulice, původní tok Ponávky, jižní části zahrad domů na Dolním Cejlu a Svitavský náhon. Za tímto vodním tokem přešla trať na násep.
Velká oprava mostu byla provedena v roce 1928. K rozsáhlým úpravám došlo také mezi roky 1966 a 1970. Ocelový most přes ulici Koliště byl tehdy nahrazen novým betonovým a navazující první polovina Pražského viaduktu se stala součástí nového náspu. Roku 1967 byla trať přes viadukt elektrifikována.
V letech 2016 a 2017 byl viadukt celkově zrekonstruován. Statické zajištění a další práce během roku 2016 provoz na mostě neomezily, během léta 2017 ale proběhla tříměsíční celková výluka trati vedoucí po viaduktu na severní zhlaví brněnského hlavního nádraží.

## Popis
Původní podoba Pražského viaduktu (v km 156,298) byla tvořena 40 klenebnými poli, most byl dlouhý 354 m. Jedná se o dvojkolejný kamenný most o šířce 9,4 m a výšce přibližně 5 m nad terénem. Klenby byly kamenné, opěry a podpěry kombinované z cihel a kamene. Při opravě v roce 1928 byly realizovány železobetonové čelní stěny s obkladem z lícových cihel a pohledové železobetonové římsy.
Při přestavbě trati ve druhé polovině 60. let 20. století byla západní polovina Pražského viaduktu začleněna do nového náspu. Zrušeno bylo prvních 19 oblouků (č. 1–15, 16–19) a jejich klenby byly částečně zničeny, částečně pouze zasypány. Výjimkou byl oblouk č. 15a, pod kterým původně protékala Ponávka. Ten byl upraven a zachován, pod jeho podlahou je vedena stoka. Tato konstrukce byla formálně označena jako samostatný most v km 156,233 (délka 7,5 m, šířka 11,4 m). Východní polovina viaduktu s 20 oblouky, od klenby č. 19a, kterou prochází ulice Vlhká, po č. 38 (Svitavský náhon), zůstala zachována. Po těchto úpravách je most dlouhý 194,20 m a má nový evidenční km 156,375. V průběhu 20. století v okolí mostu vyrostly průmyslové závody, které využívaly prostory pod oblouky jako sklady; některé z nich byly dokonce uzavřeny příčkami z cihelného zdiva.
Rekonstrukce v letech 2016 a 2017 znamenala pro most další změny. Z 20 oblouků jich bylo deset v průmyslovém areálu zcela zrušeno (otvory byly uzavřeny betonovými stěnami a vyplněny popílkocementovou směsí) a celý most získal betonové čelní stěny o tloušťce 0,50 m, které zakryly cihelný obklad z roku 1928. V roce 2020 využil dva oblouky přes ulici Vlhkou projekt Brnox II výtvarnice Kateřiny Šedé jako plochu pro černobílé grafické dílo.